# Латышев, Владислав Михайлович
Владислав Михайлович Латышев (14 июня 1939, Пологи, Запорожская область — 5 апреля 2023, Одесса) — советский и российский учёный-историк, музейный работник. Заслуженный работник культуры Российской Федерации (1992).

## Биография
Родился в с. Пологи, в Запорожской области УССР. В 1956 году окончил школу. После окончания технического училища работал разнорабочим, слесарем-сборщиком на машиностроительных заводах Запорожской и Днепропетровской областей. В 1964—1968 гг. учился на историческом факультете Одесского государственного университета. Работал учителем истории и обществоведения в Верхнерогачикской сельской школе в Херсонской области (1968–1970), затем около года научным сотрудником Одесского историко-краеведческого музея.
В августе 1971 года, переехав в Южно-Сахалинск, был принят на должность заместителя областного краеведческого музея.
- Директор Сахалинского областного краеведческого музея (1975—2003)[2]
- Председатель Сахалинского фонда культуры (1988–1993)

С февраля 2003 года — ведущий научный сотрудник музея и заведующий Институтом наследия Бронислава Пилсудского (открыт при музее в 1997 году по его инициативе ). Являлся членом редколлегии «Краеведческого бюллетеня» (1990–2005), главным редактором «Вестника Сахалинского музея» (1995–2005) и редактором «Известий Института наследия Б. Пилсудского» (1998–2012).
С мая 2009 года проживал в Одессе, продолжая сотрудничество с Сахалинским областным краеведческим музеем.
Скончался 5 апреля 2023 года.

## Научная деятельность
Автор около 200 научных и научно-популярных публикаций по проблемам истории, этнографии, музееведения, источниковедения и историографии Сахалина и Дальнего Востока XIX–XX вв. Является биографом Бронислава Пилсудского.
А в 2017 году вместе с коллегой и соавтором — Галиной Дударец (Санкт-Петербург) — стал лауреатом третьей степени Всероссийской премии имени И. Е. Забелина за издание книги «Государственный канцлер А. М. Горчаков и решение сахалинского вопроса».

## Почётные звания и награды
- орден «Знак почёта» (1981)
- Заслуженный работник культуры Российской Федерации (1992)
- Лауреат премии Сахалинского фонда культуры (1999)
- Лауреат премии губернатора Сахалинской области (2001, 2005)